# Barbara Morel
Pour les articles homonymes, voir Morel.
Barbara Morel, née le 30 avril 1991 à Marseille, est une reine de beauté française. En 2010, elle devient la première Miss Nationale. 

## Biographie
Elle vivait, au moment de son élection, à Lambesc avec sa mère Nathalie, son beau-père Didier et sa petite sœur Carla. Elle était en 2012 en seconde année de DUT Techniques de Commercialisation et souhaitait, par la suite intégrer une école supérieure de communication.
Barbara Morel pratique le snowboard, le VTT, le jogging, ainsi que le théâtre.

### Miss Nationale 2011
Élue Miss Pays d'Aix le 3 juillet 2009, puis première dauphine au concours Miss Bouches-du-Rhône, puis Miss Provence le 11 septembre 2010, elle devient Miss Nationale 2011 le 5 décembre 2010 à la salle Wagram à Paris, en présence de 600 personnes. S'agissant de la première élection d'une Miss Nationale, Barbara Morel est donc la première à obtenir cette distinction.
Peu suivie dans les grands médias français, l'élection de la première Miss Nationale française a en revanche rencontré un certain écho dans les médias étrangers (Allemagne, Belgique, Liban, Chine, Suisse, Italie, Luxembourg, etc.). Plusieurs semaines avant l'élection de Barbara Morel, le journal américain The New York Times, avait déjà consacré un long article à Geneviève de Fontenay, organisatrice du concours. Le sacre a été suivi en direct sur BFM TV par 450 000 téléspectateurs et dès le lendemain de l'élection la presse écrite, télévisuelle, et Internet a largement couvert l'élection et la lauréate.

### L'après Miss Nationale
Barbara se destine à être actrice,.
Elle apparait dans le téléfilm Double Enquête, diffusé sur France 2 en 2010 ainsi que dans le téléfilm français L'Homme de la situation diffusé sur M6 le 15 décembre 2011.
En janvier 2012, elle devient l'égérie de la marque de pret-à-porter Héléna Sorel. 
L'essentiel de sa carrière à partir de 2012 se retrouve dans le monde du mannequinat (elle collabore ainsi avec des marques comme Giovanni, Cotton Made, Orchestra-prémaman ou encore Evalinka). 
Elle valide en 2013 son DUT Technique de commercialisation.

### Vie privée
En 2011, Barbara Morel a affirmé être en couple avec le basketteur Tony Parker, ce que celui-ci a par la suite démenti.
Elle vit ensuite avec le rugbyman professionnel Maxime Mermoz. Le 19 août 2014, elle donne naissance à leur premier enfant, Aaron, à Toulon. Ils se marient à la mairie le 27 mai 2015 et la cérémonie religieuse a eu lieu le 23 juillet 2016. Ils se séparent en fin d'année 2018.
Depuis 2021, elle est en couple avec Antonin Portal, ancien candidat de l’émission Les Marseillais, rencontrée sur le tournage de La Villa des cœurs brisés. Ils se marient en janvier 2024.

## Palmarès
- Miss Pays d'Aix 2009 pour Miss France
- Première Dauphine de Miss Bouches du Rhône 2009 pour Miss France
- Première Dauphine de Miss Provence 2009 pour Miss France
- Miss Provence 2010 pour Miss Nationale – Geneviève de Fontenay
- Miss Nationale – Geneviève de Fontenay 2011